# Rancapinang
Rancapinang is een bestuurslaag in het regentschap Pandeglang van de provincie Banten, Indonesië. Rancapinang telt 3678 inwoners (volkstelling 2010).